# Semat
Semat was een vroeg-dynastieke koningin uit de 1e dynastie van Egypte. Zij leefde aan de zijde van koning (farao) Den. Er is weinig van haar bekend.
Semat werd begraven in Abydos in een zijgraf in het grafcomplex van Den. De vorige Egyptische koningin was mogelijk Seshemetka. Als opvolgster geldt mogelijk Serethor.

## Titels
Semat droeg als koninginnentitels:
- Zij die Horus ziet (m33t-hrw)
- Zij die Seth draagt (rmnt-stsh)